# Seule à Paris
Seule à Paris est un feuilleton télévisé français en 52 épisodes de 13 minutes, en noir et blanc, réalisé par Robert Guez sur un scénario de Hélène Misserly et diffusé à partir du 11 octobre 1965 sur la première chaîne de l'ORTF.

## Synopsis
Cécile, jeune fille provinciale, quitte ses parents pour devenir étalagiste à Paris.

## Distribution
- Sophie Agacinski : Cécile Ferac
- André Oumansky : Bob
- Pierre Santini : Michel
- Michel Ruhl : François
- Mony Dalmès : Angelica
- Maria Pacôme : Michèle
- Claude Morin : Kiki
- Jean-François Calvé : Marc
- Pierre Tornade : Paul
- Martine Ferrière : Bertha
- Patrick Préjean : Bernard
- Georges Berthomieu : Yves

## Épisodes
1 L'arrivée
2 Trouvailles
3 François
4 La course au travail
5 Un beau dimanche
6 Enquête de marché
7 Michel
8 Cécile apprend son métier 
9 Partir à Louange
10 La vieille dame
11 Cécile accusée
12 Cécile retrouve une amie
13 Malentendu
14 Faux départ
15 L'âne à lunettes
16 Michel repart et revient
17  Brain storming en boîte de nuit
18 Le piège
19 Tel est pris
20 Pour sauver Rebecca
21 La mauvaise réputation
22 Angélica 
23 Tourbillon
24 Promotion
25 La chute
26 Le retour de Michel
27 Cécile renonce
28 Cécile se bat
29 Le jugement
30 Le scandale
31 Cécile disparue
32 Cécile retrouvée
33 Bob
34 Encore Bob
35 Rendez-vous au palais
36 A bon chat
37 Rive gauche
38 L'inauguration
39 Bob se démasque
40 Celui qu'on n'attendait pas
41 Père et fille
42 Férac repart seul
43 Kiki joue son jeu
44 Mise au point et aux poings
45 Kiki s'en va
46 Cécile heureuse
47 Cécile démissionne
48  Le départ
49 Clermont Ferrand
50 Pourquoi pas Londres
51 Chassé croisé
52 La poursuite